# So Yi-hyun
So Yi-hyun (소이현?, So I-hyeonLR, So IhyŏnMR), pseudonimo di Jo Woo-jung (조우정?, 趙禑炡?, Jo U-jeongLR, Cho UchŏngMR; Jeonju, 28 agosto 1984), è un'attrice sudcoreana.
È nota per i ruoli da protagonista o spalla nelle serie televisive Hyena, Boseok bibimbap, Gloria, Neon naege banhaess-eo, Jachebalgwan geunyeo, Cheongdam-dong Alice e Who Are You. Per la soap opera Ppalgang gudu ha ricevuto due Premi all'eccellenza per un'attrice in un dramma giornaliero ai KBS Drama Award e agli APAN Star Award 2021.
Nel 2014 ha sposato il collega In Gyo-jin, da cui ha avuto due figlie rispettivamente nel 2015 e nel 2017.

## Filmografia

### Cinema
- Maengbusamcheonjigyo (맹부삼천지교?), regia di Kim Ji-young (2004)
- Jungcheon (중천?), regia di Jo Dong-oh (2006)
- Eoneunal gapjagi ne beonjjae i-yagi - Jug-eum-ui sup (어느날 갑자기 네 번째 이야기 - 죽음의 숲?), regia di Kim Jung-min (2006)
- Top Star (톱스타?), regia di Park Jung-hoon (2013)

### Televisione
- Noran sonsugeon (노란 손수건?) – serial TV (2003)
- Seonnyeo-wa sagikkun (선녀와 사기꾼?) – serie TV (2003)
- Ttaeryeo (때려?) – serie TV (2003)
- 4wor-ui kiss (4월의 키스?) – serie TV (2004)
- Buhwal (부활?) – serie TV (2005)
- Teuksususa-ilji: 1hogwan sageon (특수수사일지: 1호관 사건?) – miniserie TV (2006)
- Hyena (하이에나?) – serie TV (2006)
- Before & after seonghyeong-oegwa (비포 앤 애프터 성형외과?) – serie TV (2008)
- Aeja eonni Minja (애자 언니 민자?) – serie TV (2008)
- Tae-yang-eul samkyeora (태양을 삼켜라?) – serie TV (2009)
- Boseok bibimbap (보석비빔밥?) – serial TV (2009)
- Gloria (글로리아?) – serie TV (2010-2011)
- Neon naege banhaess-eo (넌 내게 반했어?) – serie TV (2011)
- Jachebalgwan geunyeo (자체발광 그녀?) – serie TV (2012)
- Happy Ending (해피 엔딩?) – serie TV (2012)
- Cheongdam-dong Alice (청담동 앨리스?) – serie TV (2012-2013)
- Neo-ui moksoriga deullyeo (너의 목소리가 들려?) – serie TV (2013)
- Who Are You (후아유?) – serie TV (2013)
- Three Days (쓰리 데이즈?) – serie TV (2014)
- Yeoja-ui bimil (여자의 비밀?) – serie TV (2016)
- Entourage (안투라지?) – serie TV (2016)
- Unmyeonggwa bunno (운명과 분노?) – serie TV (2018-2019)
- Ppalgang gudu (빨강구두?) – serial TV (2021)
- Na-ui happy end (의 해피엔드?) – serie TV (2023-2024)